# Mark Rutte
Mark Rutte (en néerlandais : [mɑrk ˈrʏtə] ), né le 14 février 1967 à La Haye, est un homme d'État néerlandais. Membre du Parti populaire pour la liberté et la démocratie (VVD), il est Premier ministre des Pays-Bas du 14 octobre 2010 au 2 juillet 2024 et secrétaire général de l'OTAN depuis le 1er octobre 2024.
Cadre des ressources humaines chez Unilever, engagé aux libéraux-démocrates dès sa jeunesse, il entre au gouvernement en 2002 comme secrétaire d'État à l'Emploi et à la Sécurité sociale dans la coalition de droite menée par Jan Peter Balkenende. Maintenu en 2003, après des élections anticipées lors desquelles il est élu représentant, il change de poste en 2004 pour devenir secrétaire d'État à la Formation professionnelle et à l'Enseignement supérieur. Deux ans plus tard, il bat Rita Verdonk lors de l'élection du chef politique du VVD et quitte peu après le gouvernement pour prendre la tête du groupe parlementaire du VVD à la Seconde Chambre. À la suite des élections législatives qui se tiennent la même année, il se retrouve dans l'opposition du fait de la formation d'une grande coalition toujours conduite par Balkenende.
Aux législatives de 2010, Mark Rutte axe sa campagne sur la promesse d'une forte rigueur budgétaire et d'un durcissement de la politique d'immigration, ce qui permet au VVD d'arriver en tête du scrutin, une première depuis 1948. Quatre mois après la tenue du vote, il prend la tête d'un gouvernement minoritaire entre le VVD et l'Appel chrétien-démocrate (CDA), soutenu par le Parti pour la liberté (PVV). Ayant perdu le soutien des nationalistes, il convoque des élections anticipées en 2012, à l'issue desquelles il constitue une majorité centriste avec le Parti travailliste (PvdA). Cinq ans plus tard, il remporte un nouveau scrutin législatif, ce qui lui permet d'ouvrir les négociations pour un troisième mandat avec le CDA, les Démocrates 66 (D66) et la Gauche verte (GL). Après que cette dernière refuse de participer au gouvernement, un cabinet majoritaire est formé avec l'Union chrétienne (CU). Il reconduit cette coalition à l'issue des élections de 2021 et forme neuf mois après le scrutin son quatrième gouvernement. Celui-ci chute moins d'un an et demi plus tard, en raison de désaccords sur la question de la politique d'asile. Il ne se représente pas aux élections anticipées consécutives. En 2024, il est choisi par consensus comme nouveau secrétaire général de l'OTAN.
En 2024, avec près de 14 ans passés en tant que Premier ministre, il est le chef de gouvernement à la plus grande longévité de l'histoire des Pays-Bas, devant Ruud Lubbers.

## Jeunesse
Mark Rutte naît et passe son enfance à La Haye, dans une famille de confession réformée. Il est le benjamin d'Izaäk Rutte (né le 5 octobre 1909 et mort le 22 avril 1988), d'abord un importateur travaillant pour une compagnie faisant commerce avec les Indes néerlandaises, promu ensuite directeur d'une division de l'entreprise aux Pays-Bas, et de Hermina Cornelia Dilling (1923-2020), une secrétaire ayant un emploi chez Arcadis.
Après s'être intéressé à la politique durant ses études secondaires et voulant devenir pianiste, Mark Rutte obtient en 1992 son diplôme d'histoire à l'université de Leyde, et passe ensuite par l'International Institute for Management Development de Lausanne (Suisse). Il est peu après engagé par la société Unilever comme gestionnaire des ressources humaines.
En 1997, il devient directeur du personnel de Van den Bergh Nederland, mais retourne trois ans plus tard chez Unilever, où il obtient un poste de directeur des ressources humaines directement sous les ordres du conseil d'administration.
Il est promu directeur des ressources humaines de la filiale IGLOMora BV en février 2002, mais démissionne au bout de cinq mois, à la suite de sa nomination au gouvernement, dans lequel il entre sans mandat électif. Unilever étant une grande entreprise néerlandaise, ses capacités de gestion dans le domaine social furent remarquées. Il était de plus président de l'association des jeunes du VVD.

## Parcours politique

### Secrétaire d'État
Le 22 juillet 2002, il est nommé secrétaire d'État chargé de l'Emploi, de la Sécurité sociale et des Retraites sous la direction du ministre des Affaires sociales et de l'Emploi Aart Jan de Geus dans le gouvernement de coalition dirigé par Jan Peter Balkenende. Son mandat, comme celui du gouvernement, ne dure que quatre-vingt six jours, mais il est reconduit le 28 mai 2003, à la suite des élections anticipées du 23 janvier.
Il s'attaque alors à la réforme du système des incapacités du travail (AOW) en faisant adopter un projet de loi censé faciliter le retour vers l'emploi. Il devient le 17 juin 2004 secrétaire d'État à la Formation professionnelle, à l'Enseignement supérieur et à la Vie étudiante au sein du ministère de l'Éducation, de la Culture et de la Science sous la direction du cabinet Balkenende III.
À ce poste, il s'attache à favoriser l'accès à l'enseignement supérieur en réformant les bourses d'études, accordées au départ sous forme de prêt et qui se transforment en don en cas de réussite de l'étudiant. En cas de remboursement, le bénéficiaire ne paie plus de frais mensuels fixes mais une part de ses revenus. Rutte fait également voter en 2006 une loi donnant une plus grande autonomie aux universités.

### À la direction du VVD
Élu chef politique et tête de liste du Parti populaire pour la liberté et la démocratie (VVD) avec 51 % des suffrages face à la controversée ministre de l'Immigration Rita Verdonk le 31 mai 2006, il prend la présidence du groupe du parti à la Seconde Chambre le 27 juin suivant, quittant de fait le gouvernement. Verdonk crée le parti Fiers des Pays-Bas en 2008, et se retire de la vie politique en 2010.
Rutte mène la campagne libérale pour le scrutin anticipé du 22 novembre 2006, où le VVD perd six élus, conservant 22 sièges sur 150 et pointant à la quatrième place, derrière le Parti socialiste (SP).
Il affirme en 2009, que la négation de la Shoah, les discours de haine ou les propos insultants de groupes marginalistes ne devraient plus être une offense criminelle en raison de la liberté d'expression. Cette dernière doit, selon lui, être explicitement garantie,. Il développe : « Je trouve que c'est une idéologie idiote, mais tu peux quand même pouvoir le dire. ».

### Victoire aux élections de 2010
Il est proclamé tête de liste du VVD le 12 mars 2010 en vue des élections législatives anticipées du 9 juin. Au cours de la campagne, il se montre très critique envers l'Appel chrétien-démocrate (CDA) et son chef, le Premier ministre Jan Peter Balkenende, tout en affirmant ne pas être prêt à s'allier avec le Parti travailliste (PvdA) de Job Cohen. Désigné vainqueur du débat télévisé du 23 mai, sa campagne est axée sur la réduction du déficit public, la baisse de la fiscalité et un durcissement de la politique d'immigration.
Le jour du scrutin, pour la première fois depuis sa fondation en 1948, le parti libéral arrive en tête du scrutin avec 20,4 % des voix et 31 représentants sur 150, soit un siège d'avance sur les travaillistes. En sa qualité de chef du premier parti de la Seconde Chambre, il est pressenti pour devenir le premier Premier ministre libéral depuis 92 ans et le premier issu du VVD.
La chaîne de télévision BNN, après l'annonce des résultats, affirme vouloir créer un concours pour trouver un conjoint au futur Premier ministre célibataire. Alors que Rutte ne fait pas de commentaire sur le sujet, la direction ne donne pas de suite à l'ébauche de programme.

## Premier ministre

### Premier mandat
Il est désigné formateur du gouvernement le 7 octobre 2010 par la reine Beatrix, après la réussite des négociations exploratoires entre le VVD, le Parti pour la liberté (PVV) et le CDA pour la constitution d'un gouvernement minoritaire, le premier depuis 1939, entre libéraux et chrétiens-démocrates. La feuille de route gouvernementale prévoit notamment la réduction de dix-huit milliards d'euros des dépenses publiques, une réduction pour moitié de l'immigration et le vote d'une loi interdisant le port de la burqa et le niqab (finalement adoptée de façon bipartisane entre le VVD et le PvdA en 2016). Elle comprend également une politique de tolérance pour les infractions mineures. Mark Rutte prend officiellement ses fonctions de 16e Premier ministre des Pays-Bas le 14 octobre, quittant à la même date la présidence du groupe VVD à la Seconde Chambre, où il est remplacé par Stef Blok. Le 23 novembre suivant, Rutte décore son prédécesseur Jan Peter Balkenende du rang de chevalier grand-croix dans l'ordre d'Orange-Nassau pour huit ans de service au poste de Premier ministre.
Au début du mandat de Rutte, les Pays-Bas connaissent un fort déficit public, que ce dernier réduira fortement. Le Premier ministre fait également voter une loi interdisant la vente de cannabis dans les coffee shops aux touristes étrangers, du fait de l'image dégradante du pays que cela leur procure. Cependant, le bourgmestre d'Amsterdam, Eberhard van der Laan, annonce qu'il ne fera pas fermer les portes des lieux d'achat aux touristes, car cela ferait augmenter considérablement le trafic de rue, et la loi est remise en question. Sur le plan international, menant une politique atlantiste et ouverte sur l'Europe comme ses prédécesseurs, Mark Rutte soutient Israël, mais plaide pour la création d'un État palestinien.
À l'occasion des élections provinciales du 2 mars 2011, le VVD confirme son statut de première force politique du pays. Le score cumulé des trois partis soutenant le gouvernement ne leur permet toutefois pas d'obtenir la majorité absolue à la Première Chambre.

#### Chute du gouvernement après le retrait du PVV

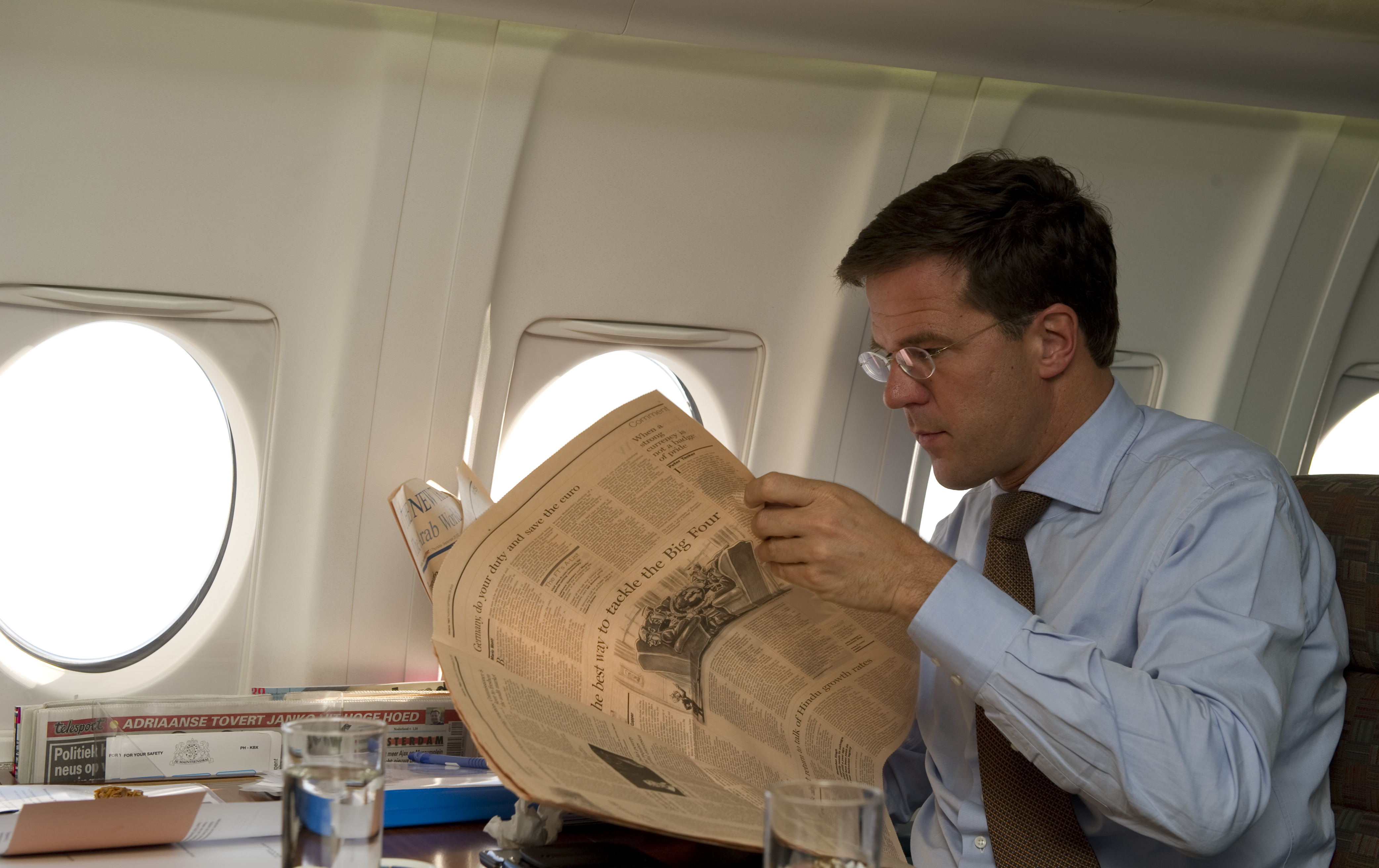
Mark Rutte lisant The Financial Times à bord d'un avion gouvernemental, lors d'un déplacement d'État (2011).

Le 21 avril 2012, Rutte annonce l'échec des négociations budgétaires avec le PVV, après six semaines de discussions, et la probabilité d'élections anticipées. Le gouvernement proposait une hausse de la taxe sur la valeur ajoutée, un gel du traitement majoré des fonctionnaires et une baisse du budget de la santé.
Geert Wilders, chef du PVV, affirme alors que de telles élections devraient avoir lieu « au plus vite », Rutte se rendant deux jours plus tard au Huis ten Bosch pour remettre sa démission et celle du gouvernement à la reine Beatrix qui l'accepte tout en demandant au gouvernement de gérer les affaires courantes. Toutefois, le 26 avril, les deux partis du gouvernement, les Démocrates 66 (D'66), la Gauche verte (GL) et l'Union chrétienne (CU) s'accordent pour faire voter, avant les législatives anticipées, les mesures de rigueur budgétaire proposées.

#### Élections anticipées de 2012
Lors des élections législatives anticipées du 12 septembre 2012, les libéraux arrivent en tête avec 41 représentants, devant les travaillistes de Diederik Samsom, qui remportent 38 mandats. Les deux partis entament, le 21 septembre, des négociations de coalition, sous l'égide du libéral Henk Kamp et du travailliste Wouter Bos. Dès le 1er octobre, un accord sur une modification du budget pour 2013 est trouvé, augurant de la réussite future des discussions.
Les médias révèlent, le 25 octobre, qu'un nouvel accord est intervenu entre le VVD et le Parti travailliste sur de nombreux sujets économiques, notamment la réforme du marché du travail et la fiscalité du logement, ce qui présagerait de la signature rapide du contrat de coalition. La composition du cabinet Rutte II, qui comprend douze ministres mais dont le leader du PvdA Diederik Samsom ne fait pas partie, est dévoilée au début du mois de novembre.

### Deuxième mandat

#### Situation économique et sociale

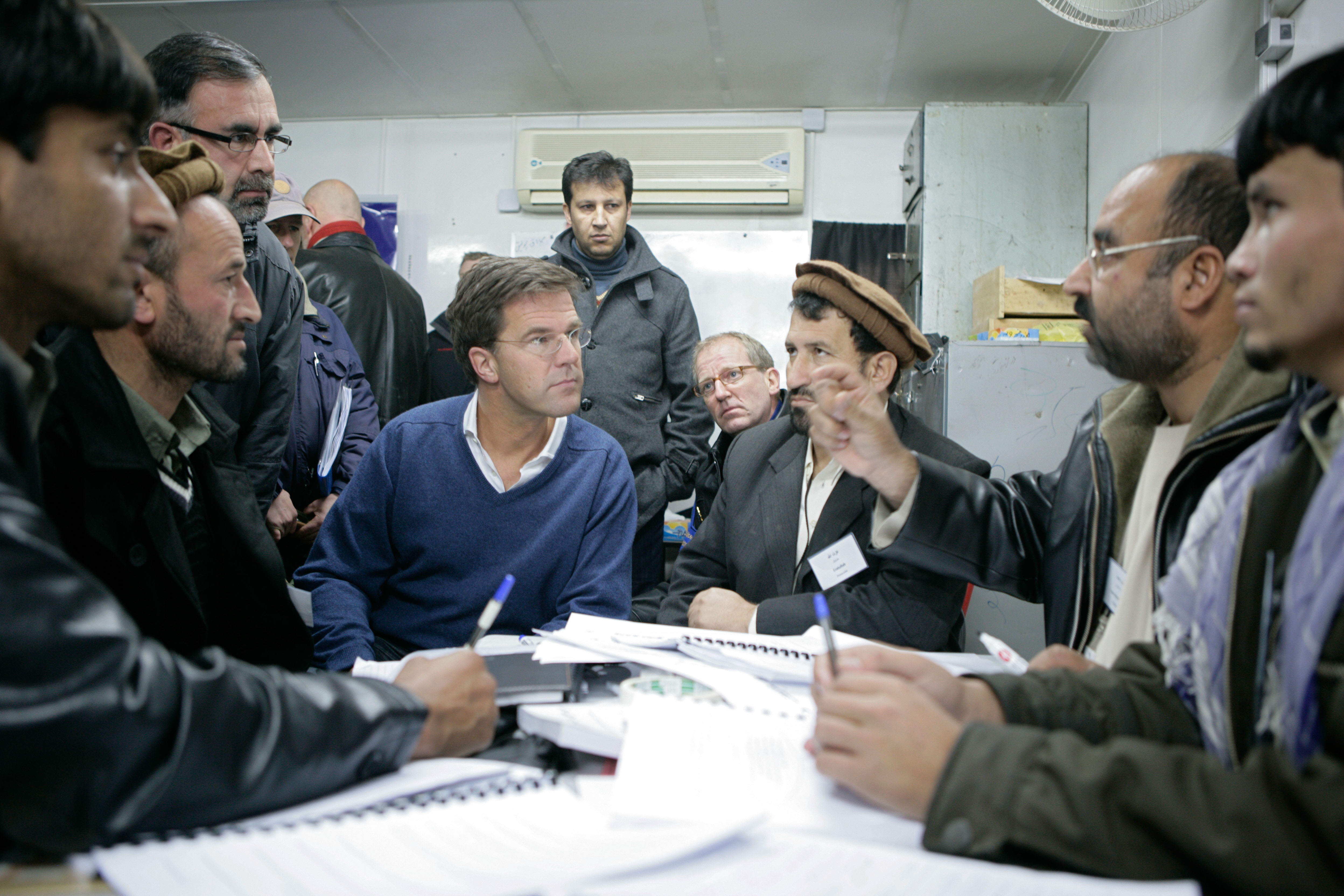
Visite d'un centre de réfugiés à Kondôz (Afghanistan) en 2011.

Les Pays-Bas sont en récession économique jusqu'en 2013. Standard & Poor's abaisse ainsi le triple A du pays en novembre 2013 à la suite de l'explosion d'une bulle immobilière, ce qui n'est pas suivi par les autres agences de notation, le pays renouant avec la croissance. Avec la mise en œuvre de mesures réalisatrices d'économies budgétaires, soit administratives (telles la fusion des communes, déjà en cours sous son prédécesseur ou les fermetures de consulats et l'impossibilité d'y délivrer un passeport), soit sociales (retraite à 67 ans, plafonnement des indemnités de licenciement, aides dégressives aux chômeurs puis filet de sécurité de 40 % du dernier revenu à vie), le Premier ministre arrive à réduire les dépenses sans créer de perturbations dans le domaine de l'emploi malgré une hausse notable du recours du CDD. En 2014, les travaillistes, pourtant au gouvernement, bloquent une modification partielle du système de santé voulue par les libéraux, ce qui entraîne une crise ministérielle et la suspension du projet de loi. Malgré la diminution de la dotation gouvernementale pour les hôpitaux, les Pays-Bas restent en 2013 le 4e pays le plus développé au monde selon l'IDH des Nations unies.
Le Premier ministre et son ministre des Finances Jeroen Dijsselbloem — par ailleurs président de l'Eurogroupe — pratiquent une méthode du « projet par projet », qui vise à réévaluer le coût d'un projet jugé dispensable. Le gouvernement rejette ainsi divers projets, dont une candidature d'Amsterdam pour les Jeux olympiques d'été 2028 et la conception d'un dossier pour Rotterdam en vue de l'Exposition universelle de 2025, car leur rentabilité n'est pas assurée. Rutte gèle également les augmentations de salaires de certaines branches du service public, afin que l'argent qui y aurait été attribué serve à réduire la dette publique, ce qui conduit le service de police à de grandes grèves à travers le pays durant le printemps 2015. Le gouvernement met fin aux manifestations avec une augmentation de 5 % des salaires des forces de l'ordre. En 2014, les Pays-Bas ont accueilli un sommet spécial du G7, tout en n'en faisant pas partie, affirmant le rôle mondial du pays. C'est également dans cette optique que le gouvernement fait participer l'armée aux frappes de soutien de la coalition internationale en Irak et en Syrie. Rutte s'est rendu à Paris le 11 janvier 2015 pour participer à la marche républicaine française avec Ivo Opstelten, ministre de la Justice. Le Premier ministre a par la suite affirmé ne pas vouloir voir les « djihadistes néerlandais partis combattre en Syrie rentrer au pays », après avoir mis en place un dispositif policier et judiciaire censé les arrêter avant leur départ. Au mois de juin, il plaide pour l'option du Grexit maîtrisé lors du sommet européen sur les négociations budgétaires grecques. Il revient cependant sur sa position une fois l'accord passé, estimant que la donne a changé avec l’arrivée de Syriza à la tête de l'État grec, et que le plan était « solide ». Lors du vote au Parlement portant sur le prêt à la Grèce, en août suivant, Rutte doit faire face à l'opposition qui affirme qu'il ne tient pas ses promesses, ayant déclaré en 2012 qu'il ne renflouerait pas la Grèce une troisième fois s'il obtenait un deuxième mandat. Son gouvernement se maintient face à la motion de censure déposée par le PVV, rejetée par 120 voix contre 13. Même s'il n'avait pas besoin du vote pour confirmer le prêt, Rutte sort de cet épisode politique affaibli, le PVV s'insurgeant contre ce chèque fait à Athènes alors que le gouvernement néerlandais fait des économies de toutes parts. Le Premier ministre reste cependant un européen convaincu, plaidant pour une démocratie plus directe envers l'Union via les gouvernements nationaux et évoquant régulièrement le fait qu'elle puisse parler d'une seule voix, notamment face à la Russie.

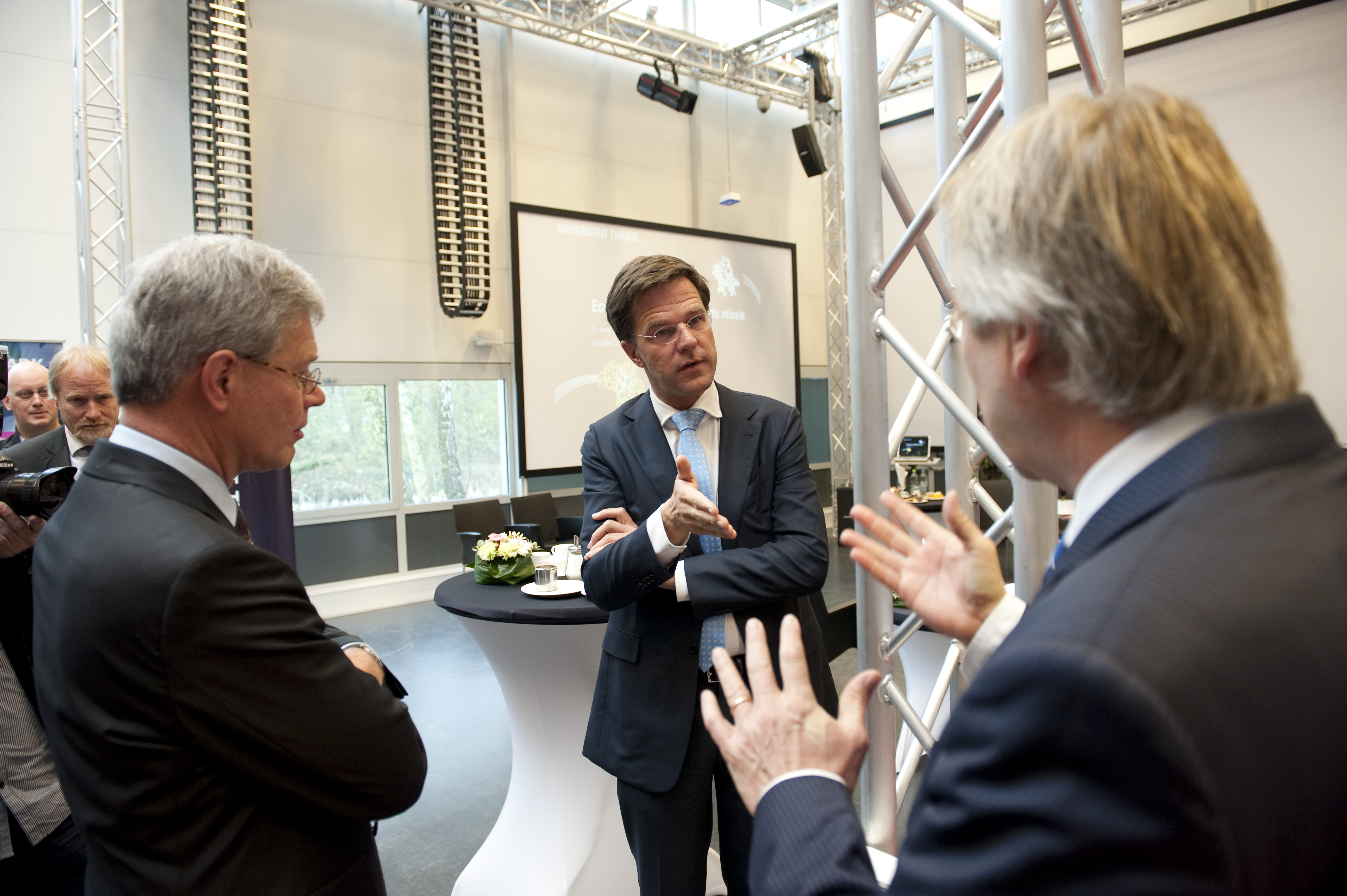
Le chef du gouvernement parle de l'enseignement supérieur avec des professeurs à l'université de Twente.

Malgré une politique de réduction des dépenses, Mark Rutte annonce durant son deuxième mandat un vaste plan de rénovation des digues pour plusieurs milliards d'euros, la construction de nouveaux quartiers pavillonnaires en concertation avec les communes pour faire face à la demande et confirme le remplacement intégral des avions de combat F-16 vieillissants par les nouveaux F-35. Il soutient également le prolongement controversé de l'A9 vers l'est, la construction de nouveaux gratte-ciels dans l'arrondissement Zuidas d'Amsterdam, avec la participation financière du gouvernement et le projet de biosphère Marker Wadden. Depuis son arrivée au pouvoir, Rutte cherche à prendre de l'avance sur les autres pays européens pour créer une nouvelle croissance stable sur le long terme. Il a ainsi mis en place une zone test d'économie circulaire autour de l'aéroport d'Amsterdam-Schiphol, pour rendre la zone plus compétitive pour les multinationales, et demandé a un groupe d'experts de préparer un rapport sur les effets de l'instauration d'un revenu de base. Cela s'est ensuivi depuis janvier 2016 d’une expérimentation à Utrecht d’un revenu minimum universel versé à un groupe de 300 citoyens au chômage.
Le gouvernement lance un projet de réduction du nombre de provinces des Pays-Bas pour les rendre plus visibles à l'international et réduire la dépense publique structurelle. L'idée est travaillée depuis 2014 par Ronald Plasterk, ministre de l'Intérieur, mais les discussions peuvent durer jusqu'en 2025, date butoir annoncée, si un accord sur de nouvelles limites territoriales n'est pas trouvé d'ici là. Cependant, un consensus existe entre les grands partis politiques, dans le gouvernement et l'opposition, quant au rabaissement nécessaire du nombre de provinces.
Aux élections municipales de 2014, les libéraux dirigés par Mark Rutte arrivent en troisième position, derrière un regroupement de partis locaux et le CDA. Aux élections européennes de la même année, le VVD conserve 3 sièges au Parlement européen, mais arrive en quatrième position du scrutin, devant ses collaborateurs gouvernementaux du PvdA, qui chutent à la cinquième position des résultats finaux. Ces deux résultats s'expliquent en partie par le rejet de la politique d'austérité du VVD par une partie de la population et le manque de pression du PvdA pour les affaires sociales, et par les bonnes campagnes des partis locaux lors des élections municipales, et des Démocrates 66 lors du scrutin européen, dont ils sortiront premiers.

#### Tourner la page de l'austérité (2015-2017)

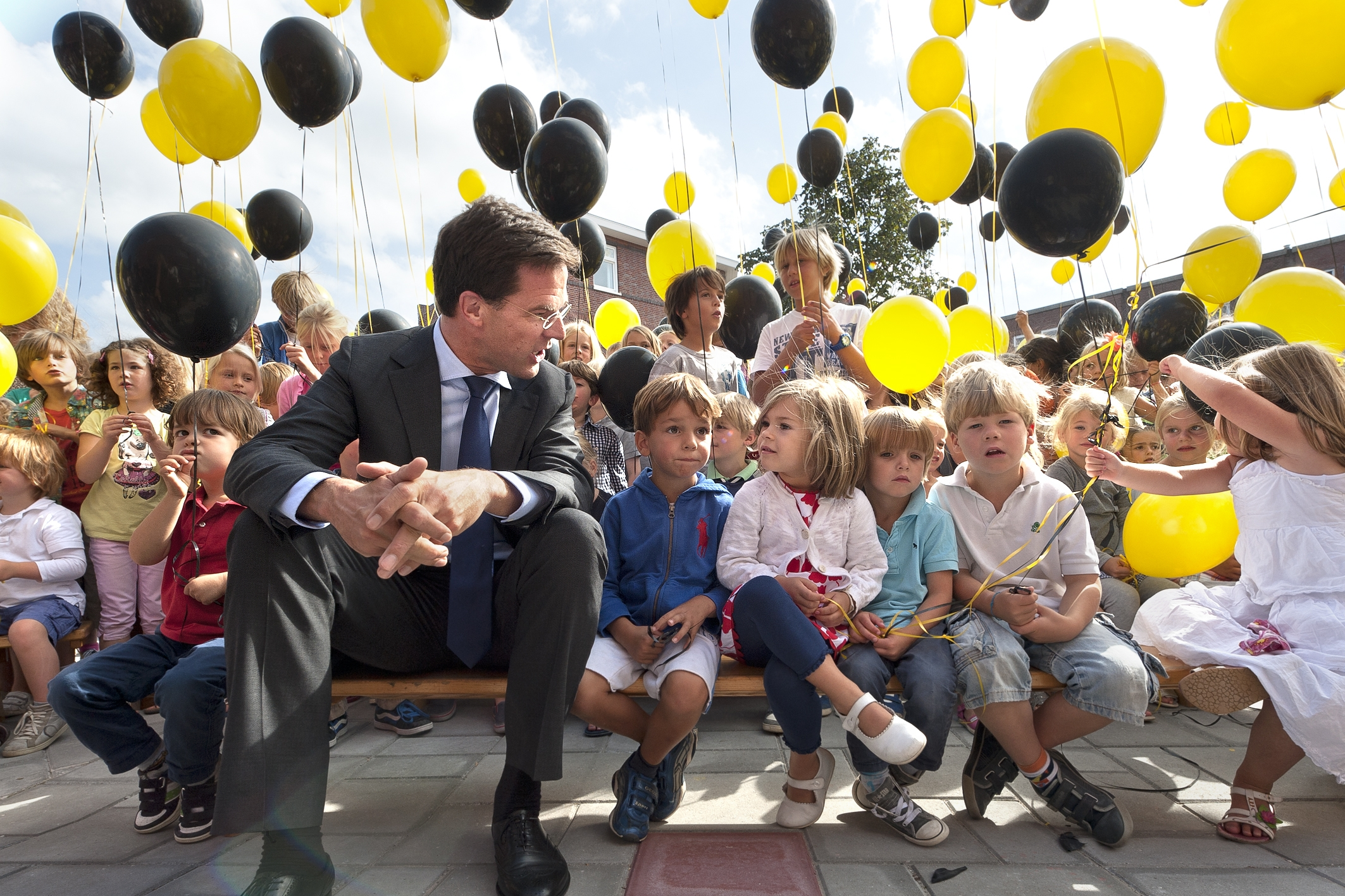
Mark Rutte inaugure les nouveaux bâtiments de son ancienne école à La Haye.

Lors de la traditionnelle présentation du budget pour l'année à venir, lors du Prinsjesdag de septembre 2015, le gouvernement annonce diverses mesures, lues par le roi. En effet, il prévoit une baisse de 5 milliards d'euros sur la fiscalité des entreprises pour créer environ 35 000 emplois dans le pays. Tous les indicateurs étant au vert (croissance à 1,7 % en 2016, baisse du déficit public à 1,2 % du PIB et du chômage à 6,7 % de la population active), le roi présente des baisses d'impôts pour les classes moyennes et une revalorisation des salaires enseignants et policiers. Le gouvernement annonce également son intention de redonner un meilleur pouvoir d'achat aux retraités, tout en augmentant le budget alloué pour la défense. Rutte appelle également les pays européens à accepter le principe des quotas de réfugiés : il déclare vouloir voir l'Europe de l'Est participer rapidement à l'absorption des flux migratoires, présentant une enveloppe de secours de 110 millions d'euros (triplée en 2016), qui sera utilisée pour héberger des réfugiés dans des camps en Jordanie, au Liban ou en Turquie. Un camp temporaire de 3 000 places est également ouvert à Nimègue, près de la frontière allemande, pour traiter les demandes d'asile concernant les Pays-Bas.
L'année 2016 est marquée pour le gouvernement par la première utilisation du référendum d'initiative populaire après l'adoption de la loi portant règles en matière de référendum consultatif en juillet 2015. Ce référendum d'initiative populaire sur l'accord d'association entre l'Ukraine et l'Union européenne résulte en un rejet du traité. Le retrait du Royaume-Uni de l'Union européenne décidé également par référendum par les électeurs britanniques devrait coûter selon le Bureau central de la statistique près de 10 milliards d'euros à l'économie néerlandaise d'ici à 2030. Après 50 milliards d'euros de coupes budgétaires opérées par les cabinets Rutte I et II, le déficit public sera ramené à 0,5 % du PIB en 2017 et la dette publique repassera sous le seuil des 60 % de la production annuelle totale. De nouveaux allègements de charges vont porter sur 2,6 milliards d'euros, en retour d'une hausse des allocations sociales à hauteur d'un milliard d'euros, destinée à renforcer à nouveau le pouvoir d'achat des ménages. Les budgets consacrés à l'enseignement et à la santé repartent à la hausse, avec des augmentations respectives de 300 et 400 millions d'euros. Un autre volet du budget pour l'année 2017 comprend également un milliard d'euros pour les logements sociaux, les soins aux personnes âgées et l'accompagnement des enfants dans les milieux défavorisés. Le gouvernement prévoit en outre de renforcer de 450 millions d'euros les moyens financiers de la lutte contre le terrorisme, au travers des ministères de l'Intérieur et de la Défense, le premier devant renforcer ses opérations de surveillance tandis que le second sera plus actif au Mali.

#### Élections de 2017
Un temps critiqué pour vouloir attirer les électeurs du PVV vers le VVD en faisant campagne sur le thème de l'identité, Rutte utilise notamment l'expression « Quittez le pays si vous ne vous y plaisez pas », écho à l'allocution d'Ahmed Aboutaleb à destination des musulmans critiquant les caricatures, que celui-ci qualifie d'« intégristes ». Rutte exclut formellement tout gouvernement avec le PVV à l'issue des législatives de 2017 dans un entretien. Le Parti travailliste, désormais dirigé par le vice-Premier ministre Lodewijk Asscher, affirme contre Rutte que son programme mènerait à plus d'inégalités sociales ; ce dernier répond alors que « [son] parti soutient l’idée de partager une casserole de soupe avec ses voisins quand ceux-ci sont dans le besoin ». Lors des derniers jours de campagne, le VVD domine les sondages de quelques mandats de représentants à la Seconde Chambre devant le PVV, suivi par le CDA, les Démocrates 66 (D66) et la Gauche verte (GL).
Au soir des élections, le VVD gagne officiellement le scrutin, avec 33 sièges, devant le PVV, qui en obtient 20 et le CDA et les D66 qui sont crédités de 19 sièges chacun. Le ministre de la Santé Edith Schippers (VVD) est alors nommée « exploratrice » en vue de la formation d'un nouveau gouvernement. Le PVV demande à pouvoir prendre place à la table des négociations mais ce sont finalement le VDD, le CDA, les D66 et la GL qui ouvrent les débats avec une majorité suffisante à la Seconde Chambre.
Rutte, selon les commentateurs, profite d'une crise avec la Turquie à quelques jours de l'élection pour se poser en défenseur de l'intérêt national : après l'expulsion de la ministre turque de la Famille Fatma Betül Sayan Kaya pour irrégularité de visa (elle venait faire campagne dans le cadre du référendum constitutionnel turc de 2017 auquel le gouvernement néerlandais n'est pas favorable), le président Recep Tayyip Erdoğan qualifie les Pays-Bas de « nazis » et « fascistes ». Rutte réagit alors avec fermeté, refusant de présenter des excuses pour les actions de la police néerlandaise, tous les partis au Parlement faisant bloc derrière sa position. De mars 2017 à juillet 2018, les relations diplomatiques sont coupées entre les Pays-Bas et la Turquie, les deux pays ayant retiré leur ambassadeur respectif,.

### Troisième mandat

#### Politique économique
Dès le début de son mandat, il indique vouloir supprimer l'impôt sur les dividendes qui est à hauteur de 15 % pour les entreprises implantées aux Pays-Bas, afin de pouvoir garantir une meilleure compétitivité au pays. Les critiques de ce projet le considèrent comme un « cadeau aux multinationales » et rappellent que cette mesure priverait les Pays-Bas de 1,4 milliard d’euros chaque année. Seulement 16 % des Néerlandais sont favorables à la suppression de cette taxe. Rutte, pour sa part, estime que si les Pays-Bas ne parviennent pas à supprimer cette taxe, ils « finiront comme la Belgique », c'est-à-dire que le pays observera le départ d'un grand nombre d'entreprises de son territoire,. Le 16 octobre 2018, Rutte abandonne ce projet après que l'entreprise multinationale Unilever ait renoncé à s'installer à Rotterdam malgré sa volonté affichée des mois auparavant.
En novembre 2018, le taux de chômage des Pays-Bas se trouve à 3,5 %. C'est la première fois que le taux de chômage atteint une valeur inférieure au taux de fin 2008 de 3,6 %, qui précède le déclenchement de la crise financière mondiale de 2007-2008.
Il entend principalement réduire les dépenses publiques, notamment le budget de la santé, et exonérer les grandes entreprises d’une taxe sur les dividendes, avant d'y renoncer. Il déclare aussi qu’il n’y aurait « plus un sou pour la Grèce » et s'engage pour une dépénalisation du négationnisme, y renonçant également.

#### Politique européenne
Le 20 novembre 2017, le Premier ministre néerlandais obtient que l'Agence européenne des médicaments déménage de Londres à Amsterdam dans le cadre du Brexit.
En décembre 2017, Mark Rutte va à contre-courant du projet d'Emmanuel Macron pour l'Union européenne en repoussant les solutions « ambitieuses » d'une « Europe fédérale » ou d'une intégration plus poussée. Pour lui, la priorité est d'abord le respect des règles budgétaires de l'UE et l'achèvement de l'union bancaire. En novembre 2018, il annonce vouloir terminer son mandat aux Pays-Bas alors qu'il est pressenti pour être président du Conseil européen ou encore président de la Commission européenne dans l'optique des élections européennes de 2019.

#### Référendums
En mars 2018, le Premier ministre néerlandais appelle à voter « oui » lors de la consultation populaire que le gouvernement a été contraint d'organiser après qu'une pétition a réuni 400 000 signatures concernant un projet de loi augmentant les compétences des services de renseignement néerlandais. Finalement, malgré les sondages qui prévoient une victoire du « {{{1}}} », le « non » l'emporte avec 49,4 % des voies, tandis que 46,5 % des électeurs ont soutenu le projet de loi. Cela contraint le gouvernement à faire marche arrière, bien qu'il n'y soit pas légalement obligé. Le projet de loi effraie en effet une partie de la population mais aussi le Conseil d'État néerlandais qui considère que des violations de la vie privée sont possibles, allant potentiellement jusqu'à une contradiction avec la Convention européenne des droits de l'homme.
Le 10 juillet 2018, le référendum d'initiative populaire est officiellement aboli aux Pays-Bas. Utilisé à deux reprises, lors des débats sur l'accord d'association entre l'Ukraine et l'Union européenne de 2016 et à l'occasion du projet de loi sur les services de renseignement de 2018, il est notamment critiqué pour son aspect populiste mais aussi pour la facilité avec laquelle le seuil de signatures requis pouvait être dépassé,.

#### Relations internationales

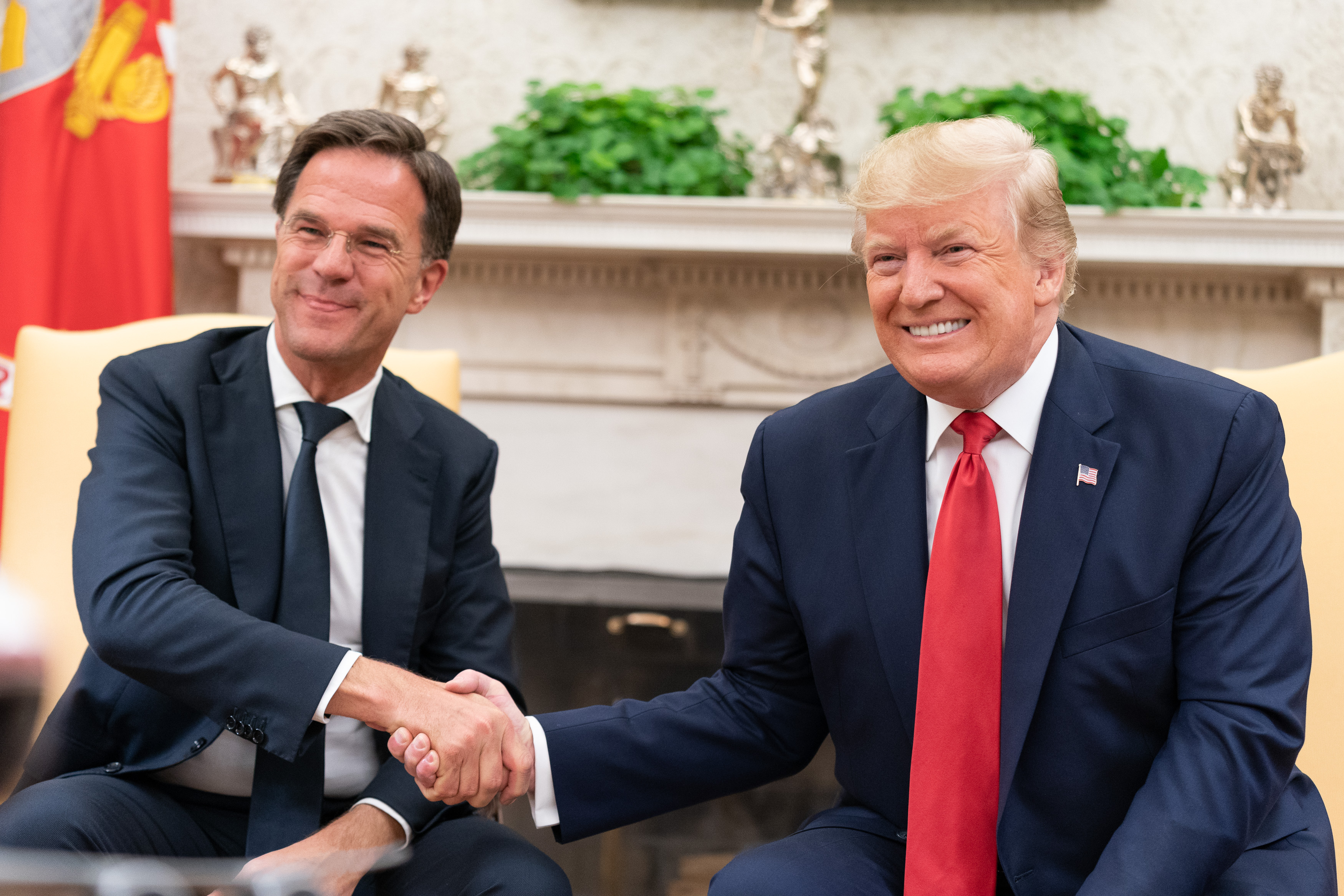
Mark Rutte avec le président américain Donald Trump, dans le Bureau ovale en 2019.

En mai 2018, Mark Rutte accuse directement la Russie d'être responsable d'avoir abattu le vol MH17 après avoir fourni des armes aux séparatistes ukrainiens, estimant qu'il s'agit de la « seule conclusion » qui peut être tirée de l'enquête sur le crash qui coûté la vie de 193 Néerlandais (plus de deux tiers des passagers). Le président russe, Vladimir Poutine, repousse ces accusations, tandis que le chef de la diplomatie russe, Sergueï Lavrov, déclare n'avoir reçu « aucune preuve » que le missile ayant abattu l'avion appartient à l'armée russe de la part de son homologue néerlandais, Stef Blok. Le 4 octobre 2018, le gouvernement annonce que quatre agents russes ont été expulsés du territoire néerlandais après avoir tenté, en avril 2018, de pirater le réseau Wi-Fi de l'Organisation pour l'interdiction des armes chimiques (OIAC). Mark Rutte et son homologue britannique Theresa May dénoncent alors les « cyberactivités inacceptables » des services de renseignement russes, alors que les relations diplomatiques entre le Royaume-Uni et la Russie sont également rendues compliquées par l'affaire de l'empoisonnement de Sergueï et Ioulia Skripal. Le ministère des Affaires étrangères russe repousse toutes ces accusations, dénonçant un « acte de propagande » de la part des gouvernements occidentaux,.
Le 20 juillet 2018, après plus d'un an de rupture des relations diplomatiques entre la Turquie et les Pays-Bas, les deux pays annoncent avoir « convenu de normaliser leurs relations diplomatiques ». Le ministre des affaires étrangères néerlandais, Stef Blok, explique que ce rétablissement des relations entre les deux pays est une bonne chose étant donné l'importance de la collaboration entre les Pays-Bas et la Turquie sur des sujets tels que la lutte contre l'État islamique ou la « primauté du droit et la situation des droits de l'homme en Turquie ». Le 8 janvier 2019, le gouvernement de Mark Rutte accuse l'Iran d'être « impliqué » dans deux meurtres de citoyens néerlandais d'origine iranienne survenus en 2015 et 2017.
Dans le contexte de pandémie de Covid-19 de 2020, il s'oppose à ce que l'Union européenne mutualise les dettes des États membres, tout en se disant favorable à des aides financières pour les pays les plus touchés. Son taux d'approbation face à la crise bondit à 75 % d'opinions favorables, l'un des plus hauts d'Europe.

#### Politique écologique
Mark Rutte fait également quelques promesses écologiques durant son mandat. Il annonce son objectif de baisse de la production de gaz naturel à Groningue à 12 milliards de mètres cubes d'ici 2022 et à 0 mètre cube d'ici la fin de la décennie 2020-2030. Il a également l'intention de mettre fin à la vente des voitures essence ou diesel à l'horizon 2030, afin de réduire les émissions de CO2. En août 2018, le gouvernement marque son intention de fermer toutes les centrales à charbon à l'horizon 2030. De plus, le 9 octobre 2018, le gouvernement des Pays-Bas est contraint par la justice d’accélérer ses programmes de réduction des émissions de gaz à effet de serre en devant les réduire d'au moins 25 % d'ici 2020.
En avril 2019, Rutte a réaffirmé son intention de faire des Pays-Bas l'un des leaders mondiaux en matière de protection de l'environnement et de réduction des émissions de CO2. Cependant, il a également rappelé l'importance d'une action régulée et adaptée aux actions des pays voisins, mettant en avant le risque d'une différence d'ambitions écologiques entre les pays pour les emplois néerlandais.

#### Crise gouvernementale de 2021
Son gouvernement est mis en cause en 2020 dans un rapport du Parlement dans un scandale retentissant : l'affaire des allocations familiales (de toeslagenaffaire) . Déterminés à lutter contre d’éventuelles fraudes, des services de l'administration fiscale de l’État ont retiré à des familles les aides auxquelles elles avaient droit, tout en procédant à un profilage ethnique des bénéficiaires. Quelque 26 000 familles ont injustement perdu ces aides entre 2011 et 2019 selon le rapport, et ont dû parfois rembourser les montants perçus pendant des années. Si la gauche radicale et les écologistes, alarmés par les appels de parents, ont réclamé sans succès une enquête dès 2014, les partis au pouvoir ont longtemps ignoré la question. De hauts responsables politiques, dont plusieurs ministres en fonction, sont ainsi accusés d'avoir choisi de fermer les yeux sur des dysfonctionnements dont ils avaient connaissance,.
Mark Rutte présente sa démission en janvier 2021, quelques semaines avant les élections législatives prévues en mars, afin d'échapper au vote d’une motion de censure au Parlement . Il continue cependant d'occuper la fonction de Premier ministre afin d'expédier les affaires courantes tout en faisant campagne pour le scrutin à venir .

### Quatrième mandat

#### Crise gouvernementale de 2023
Le 7 juillet 2023, Mark Rutte annonce qu'il va présenter, au nom de l'ensemble du gouvernement, sa démission au roi. Il justifie cette décision par l'existence de « différends insurmontables » au sein de sa coalition. Ceux-ci ont trait à la politique d'accueil des réfugiés : le Parti populaire pour la liberté et la démocratie exigeait l'adoption de mesures drastiques concernant les personnes en provenance de zones de conflit, auxquelles s'opposaient les Démocrates 66 et l'Union chrétienne.

### Retrait et fin de mandat
Détenteur du record de longévité au pouvoir aux Pays-Bas et deuxième dirigeant en fonction de l'Union européenne le plus durable après Viktor Orbán, Mark Rutte annonce le 10 juillet 2023 qu'il ne conduira pas la liste du Parti populaire pour la liberté et la démocratie aux élections législatives anticipées de novembre et qu'il se retirera de la vie politique après qu'un gouvernement aura été formé à l'issue de ce scrutin. S'il disait initialement avoir « l’énergie et les idées » pour une nouvelle campagne et un nouveau mandat, il décide finalement de renoncer en raison de l'image renvoyée par la crise gouvernementale qu'il a provoquée et par le risque de voir la Seconde Chambre adopter une motion de censure à son encontre, grâce au soutien des Démocrates 66. Interrogé sur la possibilité qu'il brigue le poste de secrétaire général de l'OTAN, il rétorque qu'il n'en a pas l'intention et qu'il quitte réellement la vie politique.
Mark Rutte apporte son soutien aux dirigeants israéliens lors de la guerre entre Israël et le Hamas dans la bande de Gaza en 2023 et 2024, se rendant deux fois en Israël et conversant régulièrement avec Benyamin Nétanyahou. Il autorise la livraison de pièces et d'équipements pour des avions de chasse F-35 de l'armée de l'air israélienne, malgré les critiques quant à leur possible utilisation dans les bombardements de populations civiles palestiniennes, et demande à sa ministre des Affaires étrangères, Hanke Bruins Slot, de ne pas voter les résolutions de l'ONU appelant à un cessez-le-feu. Plusieurs ONG et des hauts fonctionnaires, dont l'identité n'est pas connue, mettent en cause ce soutien devant la justice, estimant que le gouvernement néerlandais pourrait s'être rendu complice de massacres de civils. Ils suggèrent également que Mark Rutte aurait agi en contradiction avec les règlements européens et le traité de l'ONU sur le commerce des armes pour s'attirer les faveurs des États-Unis et obtenir en récompense le poste de secrétaire général de l'OTAN, qu'il convoite publiquement.
Dick Schoof, ancien membre du Parti travailliste, est nommé comme nouveau Premier ministre d'un gouvernement de coalition de droite et d'extrême droite composé du PVV, du VVD, du NSC et du BBB, et succède à Mark Rutte le 2 juillet 2024.

## Secrétaire général de l'OTAN
Mark Rutte est choisi le 26 juin 2024 comme nouveau secrétaire général de l'OTAN. Il entre en fonction le 1er octobre suivant, succédant au Norvégien Jens Stoltenberg.
Le 23 janvier 2025, lors du Forum économique de Davos, il estime que les Européens devraient acheter des armements américains pour aider l’Ukraine « Si cette nouvelle administration Trump est prête à continuer à approvisionner l’Ukraine à partir de sa base industrielle de défense, la facture sera payée par les Européens (…) nous devons être prêts à le faire».

## Image populaire

### Style de dirigeant
Progressivement depuis sa nomination au poste de Premier ministre, Mark Rutte rompt avec certains protocoles et impose un style ouvert, qui lui permet de garder une popularité conséquente. Durant les vacances estivales de 2015, il a accompagné à pied de nuit une équipe militaire sur 25 kilomètres lors d'un exercice physique, traversant une forêt dans le pays. Le président du Parlement européen Martin Schulz affirme que « Rutte est cool » ; en tandem avec le roi Willem-Alexander, l'exécutif néerlandais s'est dépoussiéré depuis le début de la décennie, pour revenir au style populaire de la reine Juliana. Cependant, pour certains, Rutte n'a pas réussi à rassembler au-delà de son camp politique lorsque cela s'imposait malgré sa qualité de bon orateur. En revanche, il est globalement reconnu que sa gestion du crash du vol MH17 a été bonne. Il affirme par ailleurs qu'il conduirait la présidence néerlandaise du Conseil de l'Union européenne en 2016 de manière « pragmatique ».
Il apparaît également comme un Premier ministre « normal » et proche du peuple, alors qu'il fait la une de la presse internationale après avoir passé la serpillière au Parlement en juin 2018,. Rutte se décrit comme admirateur des Premiers ministres du Royaume-Uni Margaret Thatcher et Winston Churchill, et des présidents des États-Unis Ronald Reagan et Bill Clinton.

## Décorations
- 2016 :  Grand-croix de l'ordre de la Couronne ( Belgique)[72].
- 2019 :  Compagnon honoraire de l'ordre d'Australie ( Australie)[73].
- 2022 :  Grand-croix de l'ordre du Mérite de la République italienne ( Italie)[74].
- 2023 :  Grand officier de la Légion d'honneur ( France)[75].
- 2024 :  Grand-croix de l'ordre de Mérite du grand-duché de Luxembourg ( Luxembourg)[76].
- 2024 :  Grand-croix de l'ordre du Lion néerlandais ( Pays-Bas)[77].
- 2024 :  Première classe de l'ordre du Prince Iaroslav le Sage ( Ukraine)[78].

## Divers
Rutte est bénévole à raison de deux heures par semaine dans un collège de La Haye, enseignant l'histoire, la plupart des jeunes le fréquentant étant issus de l'immigration. Célibataire, il n'habite pas la Catshuis, résidence officielle assignée à sa fonction, comme nombre de ses prédécesseurs, mais un appartement dans le centre-ville de La Haye. Il reçoit cependant ses collaborateurs, les dignitaires étrangers et les différents chefs de partis politiques néerlandais dans la Catshuis, si ce n'est au Torentje — bureau du Premier ministre. Il effectue la plupart de ses trajets courts à vélo et visite régulièrement chaque province du pays. Il est en outre aperçu au festival Amsterdam Dance Valley en 2011, en tant que festivalier. Ayant gardé le rythme de vie qu'il avait avant son élection, il fait ses courses au supermarché de son quartier en fin de semaine. En dépit des recommandations de son équipe, Rutte a toujours refusé d'être accompagné par des gardes du corps. Lors de ses visites d'État, il accepte d'être couvert par des agents du pays visité.
Rutte est connu pour avoir rendu visite les dimanches à sa mère veuve, de son vivant. La presse étrangère souligne qu'il donne une place importante aux femmes dans son équipe et veut des personnalités gouvernementales ne faisant pas de « politique politicienne ». Pour son deuxième cabinet, il a ainsi convaincu des personnalités réputées efficaces, telles que Jeanine Hennis-Plasschaert et Stef Blok, d'accepter un ministère[réf. nécessaire].
Le magazine Vanity Fair lui accorde en 2014 la 3e place de son podium des « leaders mondiaux les mieux habillés », derrière David Cameron et Barack Obama. Selon un sondage réalisé en octobre de la même année, la majorité des personnes interrogées pensent que Rutte est le meilleur homme politique du pays à même d'assumer sa fonction, place que Geert Wilders lui prend dans un autre sondage peu après.
Il participe à la réunion du groupe Bilderberg de 2012, 2013, 2015, 2016 et 2017,,,,,,,,.
Le 27 septembre 2021, Mark Rutte est placé sous haute protection à la suite de menaces de la Mocro Maffia,. Le Premier ministre ne donne pas plus d'informations sur cette protection,.